# Aprile Millo
Aprile Millo (nacida el 14 de abril de 1958) es una soprano dramática de ascendencia italiana e irlandesa, que es particularmente admirada por sus interpretaciones de las obras de Giuseppe Verdi. Posee una voz spinto de poder, la calidez y el temperamento, Millo se convirtió en uno de los más célebres cantantes de ópera de fines del siglo XX. Aunque ella ha actuado en muchos de los principales teatros de ópera y con muchas orquestas y conjuntos de nivel internacional, Millo ha dedicado gran parte de su carrera que aparecen en las producciones en el Metropolitan Opera.

## Antecedentes y principios de la carrera
Aprile Millo, nació en la ciudad de Nueva York, hija de dos cantantes de ópera, el tenor Giovanni Millo y la soprano Margherita Girosi. Millo se interesó en la música a una temprana edad y recibió su formación musical principalmente de sus padres. Después de graduarse de Hollywood High School en 1976, fue invitada a unirse al Centro de la Opera de San Diego como una aprendiz, se tomó parte en el programa inaugural, y como miembro donde cantó a la Alta Sacerdotisa en Aida. En varios viajes en Europa fue importante para ganar varios concursos de canto entre ellos el primer premio en el Concorso Internazionale di Voci Verdiane en Bussetto, Italia (1978), de Montserrat Caballé Bernabé Merti Premio Especial Premio Verdi en Barcelona (1979), y el Premio Geraldine Farrar (1980). 
Después de salir de la Opera de San Diego, Millo cantó su primer papel importante, el título papel de Aida de Verdi, con la Ópera de Utah en el otoño de 1980. Ella volvió a la Ópera de Utah a principios de 1981 para desempeñar el papel de Santuzza en Cavalleria Rusticana de Mascagni. Millo se trasladó a la ciudad de Nueva York y audicionó para la Opera de la ciudad de Nueva York cuando su padre le había cantado a partir de 1942-1946 y se le ofreció un contrato con varias funciones. El Metropolitan Opera también ofrece la joven cantante a los 22 años, para convertirse en un miembro de la Joven Artista del Met Programa, así como a cubrir los papeles principales. Hasta este punto, Millo ha estudiado exclusivamente de voz con sus padres. Mientras que en el programa del Met, trabajó con Dick Marzollo y luego sólo con David Stivender y Rita Patanè. También tuvo la oportunidad de trabajar con Elisabeth Schwarzkopf, que la llevó a Herbert von Karajan, con mentores y Renata Tebaldi, Zinka Milanov y Licia Albanese. 
En noviembre de 1982, Millo hizo su debut como Aida Europea en Karlsruhe, Alemania y en diciembre en La Scala como Elvira en Ernani cuando sustituye soprano Mirella Freni. En enero de 1983 había sus propias actuaciones de Ernani en La Scala. Ella hizo su debut en Nueva York la víspera con Queler y Orquesta de la Opera de Nueva York en noviembre de 1984, cantando en Matilde Guillaume Tell de Rossini. 
El 3 de diciembre de 1984, Millo hizo su debut en la Opera Metropolitana de forma dramática la sustitución de un enfermo como soprano Amelia en Simón Boccanegra de Verdi con James Levine en el podio. Los críticos alabaron la actuación de Millo con el New York Times proclamando que su voz tenía "una amplitud y un anillo brillante que se han ganado su midscene una ovación en cualquier casa de la ópera italiana". Poco después Millo ganó dos grandes premios para los cantantes clásicos: el codiciado Premio Richard Tucker (1985) y la Fundación Premio María Callas (1986).

## Hitos de su carrera
Aprile Millo en 1986 hizo su debut en el Carnegie Hall con I Lombardi alla prima crociata de Verdi con el tenor Carlo Bergonzi y Eva Queler y la Orquesta de la Opera de Nueva York. En los años intermedios, que ha cantado más de 160 espectáculos de 15 diferentes funciones en el Metropolitan Opera, incluyendo Leonora en Il Trovatore, Aída, Tosca, Amelia en Simón Boccanegra, y Amelia en Un Ballo in Maschera. 
Millo el debut de la grabación en 1986 fue la presentación de Aprile Millo, con la Sinfónica de Londres y Giuseppe Patanè. Ella ha grabado varias óperas de Verdi, con James Levine y la Metropolitan Opera para Sony Classical, incluyendo Aída, Il Trovatore, Luisa Miller, y Don Carlo. En 1989, abrió la temporada protagonizada por la Metropolitan Opera como Aída frente Plácido Domingo. La actuación fue grabada en vivo para televisión y DVD, que ganó un Emmy. (Un estudio de grabación de CD se hizo con la mayoría de los mismos cantantes, el año siguiente). Su ejercicio de 1991 Un Ballo in Maschera, con Luciano Pavarotti, fue lanzado en CD y DVD. Millo de gira con la Metropolitan Opera a Japón en 1988 y 1993, regresando en 1989, 1990 y 1991 sólo para los considerandos. 
Millo debutó con la Opera Lírica de Chicago en 1991 como Margherita en Mefistofele de Boito. Al año siguiente debutó con la Ópera Estatal de Baviera como Leonora en La forza del destino y con la San Francisco Opera como Maddalena de Coigny en Andrea Chénier. Ella apareció como Griselda para la Metropolitan Opera de la primera vez que los resultados de I Lombardi de Verdi, de nuevo con Pavarotti y Levine, a fines de 1993. 
Un accidente de coche en Turín brevemente de lado a  Millo y la obligó a cancelar Caterina Cornaro en Nueva York, regresó a la escena de la Metropolitan Opera en 1995 y 1996, jugando Amelia (Simon Boccanegra) y Desdémona (Otello), frente a Plácido Domingo. Ese mismo año, actuó en el Magdalena Andrea Chénier, con Luciano Pavarotti en su debut en el título papel. Ella represó el papel de Magdalena en 2002, con Domingo, y en 2007, con Ben Heppner. 
En 1997,  Millo cantó su primer Tosca en el Liceu, Barcelona; seguida de actuaciones de que la ópera de La Scala y en el Met. Otras actuaciones en el Metropolitan Opera incluyen Mefistofele (1999-2000) y La Gioconda (2006). Millo también ha realizado varias funciones con la Orquesta de la Opera de Nueva York: el título papel de Adriana Lecouvreur (2004), Gioconda (2005), y Minnie en La Fanciulla del West (2005). En 2005, apareció también Millo Grattacielo de Teatro en la ópera Zaza verismo descuidado, que no se había realizado en Nueva York desde 1927. 
Millo ha realizado en el mundo de la ópera, incluyendo Frankfurt, Barcelona, Parma, Roma, Bolonia, Turín, la Arena de Verona, las Termas de Caracalla, Cincinnati Opera, Múnich, Berlín, Viena, Zúrich, París, Orange, Moscú, Sevilla , Bilbao, Río de Janeiro, São Paulo, Santiago, Colón - Buenos Aires, Teatro Teresa Carreño de Caracas y La Scala de Milán, entre otros. 
Millo escribe su propio blog, llamado Operavision.

## Críticas
Millo se destaca por la belleza de su voz y su interpretación matizada. El 4 de abril de 1986, Donal Henahan escribió en el New York Times de Millo en el rendimiento de Don Carlo: "Miss Millo sonidos más y más como la soprano Verdi hemos estado esperando". Más tarde en 1986 (junio 18), la revisión de una producción del Metropolitan Opera Aida en el Parque Central, el Sr. Rockwell escribió, "Miss Millo tiene un verdadero Verdi ... su sonido oscuro pero delicadamente coloreada inferior voz, llena de urgencia en el fraseo, y su total dominio de esta función desde un punto de vista técnico y de interpretación, ya son muy móviles. Su rendimiento alcanzó su punto álgido justo donde debe, en el tercer acto, cuando Aida crece de un supplicating ingenue en una mujer desgarrada por sus conflictos. con el canto de esta manera, nada aburrida la intensidad del drama de Verdi. El concierto forma, el ajuste de populista, la amplificación, todos cayeron lejos de la verdadera cara de teatro de ópera consagrados en la canción. Si el Sr. Domingo y el Sr. Pavarotti que puede igualar en los próximos dos parques abridores, el Met y sus fans se han hecho de suerte".